# Billy L. Sullivan
Billy L. Sullivan (* 24. Mai 1980 in New York, USA als William Civitella) ist ein US-amerikanischer Schauspieler.
Sullivan spielte die Rolle des Will in der TV-Serie Something So Right und verkörperte den jungen Fernando in 1492 – Die Eroberung des Paradieses (1992). Er war außerdem in Tank Girl (1995) und Stephen King’s The Stand – Das letzte Gefecht (1994) zu sehen und hatte eine Gastrolle in Dr. Quinn – Ärztin aus Leidenschaft (1995) als Kyle.

## Filmografie
- 1987: Light of Day – Im Lichte des Tages (Light of Day)
- 1988: Schuld und Fluch (My Father, My Son) (Fernsehfilm)
- 1990: GoodFellas – Drei Jahrzehnte in der Mafia (GoodFellas)
- 1992: 1492 – Die Eroberung des Paradieses (1492: Conquest of Paradise)
- 1992–1993: Golden Palace (Fernsehserie)
- 1994: Stephen King’s The Stand – Das letzte Gefecht (The Stand)
- 1994: Next Girl
- 1994: Little Big Boss (Little Big League)
- 1995: Tank Girl
- 1995: The Big Green – Ein unschlagbares Team (The Big Green)
- 1996–1998: Something So Right (Fernsehserie)